# Robert McNaught
Robert H. McNaught (* 1956) je skotsko-australský astronom pracující pro Výzkumnou školu astronomie a astrofyziky na Australské národní univerzitě (ANU). Spolupracoval mimo jiné s Davidem J. Asherem z Armaghské observatoře.
Asteroid vnitřního hlavního pásu 3173 McNaught, objevil Edward Bowell na Anderson Mesa Station v roce 1981, a byl pojmenován po něm na návrh Davida Seargenta.

## Práce
McNaught je plodným objevitelem planetek a komet, občas popisovaný jako "největší světový objevitel komet". Podílel se na Siding Spring Survey (SSS) pomocí Uppsala Southern Schmidt Telescope patřícího ANU. 7. srpna 2006 Objevil Velkou kometu C/2006 P1, nejjasnější kometu za několik desítek let, která byla snadno viditelná pouhým okem pro pozorovatele na jižní polokouli. Siding Spring Survey byla jedinou aktivní přehlídnou blízkozemních objektů na jižní polokouli. Průzkum skončil v roce 2013 kvůli nedostatku financí.
McNaught mezi roky 1990-1996 pracoval pro Ango-Australian Near-Earth Asteroid Survey.

## Další práce
McNaught pracoval na University of Aston se satelitní sledovací kamerou, původně mimo Evesham v roce 1982, poté v Herstmonceux a také v Siding Spring. Ve svém volném čase úspěšně provádí hledání nov,
identifikuje obrazy hvězd ve stádiu těsně před výbuchem novy a studuje neobvyklé proměnné hvězdy na průzkumných deskách, měří jejich pozice, provádí astrometrická pozorování komet a planetek a fotometrická pozorování komet a hvězd. Také uskutečňuje rozsáhlé observační a výpočetní práce v oblasti meteorů a jejich zákrytů planetkami.